# الخطوط الجوية الوطنية الرحلة 193
الخطوط الجوية الوطنية الرحلة 193 (أيضا حادثة طائرة خليج إسكمبيا) طائرة بوينغ 727-235 كانت تحمل علي متنها 52 راكبا و6 من أفراد الطاقم كانت متجهة من ميامي إلي بينساكولا عبر ملبورن وتامبا ونيو اورليانز وموبيل في 8 مايو 1978 بقيادة الكابتن جورج كونز (22 أغسطس 1922-19 يناير 2020) البالغ من العمر 55 عاما ذات خبرة طيران مع البحرية الأمريكية لمدة 22 عاما من 1942 حتي 1964 ومحارب قديم في الحرب العالمية الثانية والحرب الكورية وطيارا للشركة لمدة 22 عاما منذ 1956 والمساعد أول ليونارد سانديرسون جونيور البالغ من العمر 31 عاما ذات خبرة طيران مع القوات الجوية الأمريكية لمدة 6 سنوات ومساعد طيار للشركة لمدة سنتين ومهندس الرحلة جيمس ستوكويل البالغ من العمر 47 عاما ذات خبرة مهندس طيران للشركة لمدة 9 سنوات وبينما كانت تقترب للهبوط في بينساكولا كانت قد أصطدمت بمياه خليج إسكمبيا مسببة مقتل 3 ركاب ونجاة 49 راكبا وجميع أفراد الطاقم الستة وجرح 11 شخصا.